# Minerva (biljni rod)
Minerva, rod crvenih algi u porodici Bangiaceae. Jedina je vrsta morska alga M. aenigmata u vodama Novog Zelanda

## Vanjske poveznice
|  | Zajednički poslužitelj ima još gradiva o temi Lysithea adamsiae |
|  | Wikivrste imaju podatke o taksonu Lysithea adamsiae             |